# Meixomil
Meixomil is een plaats (freguesia) in de Portugese gemeente Paços de Ferreira en telt 3348 inwoners (2001).